# Ustrobna

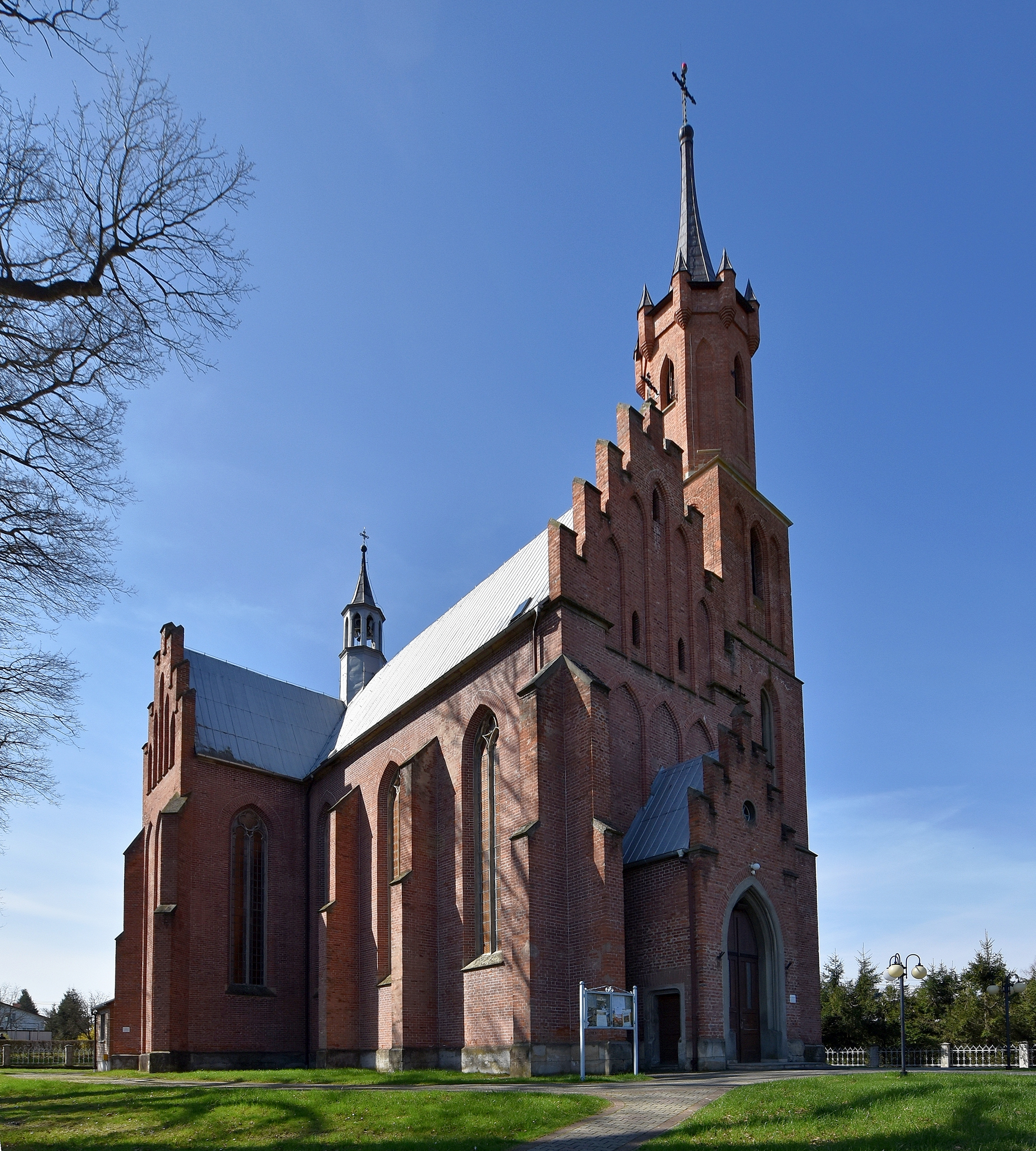
Kościół parafialny

Ustrobna – wieś w Polsce położona w województwie podkarpackim, w powiecie krośnieńskim, w gminie Wojaszówka.
W latach 1975–1998 miejscowość administracyjnie należała do województwa krośnieńskiego.
Miejscowość jest siedzibą parafii św. Jana Kantego, należącej do dekanatu Frysztak, diecezji rzeszowskiej.

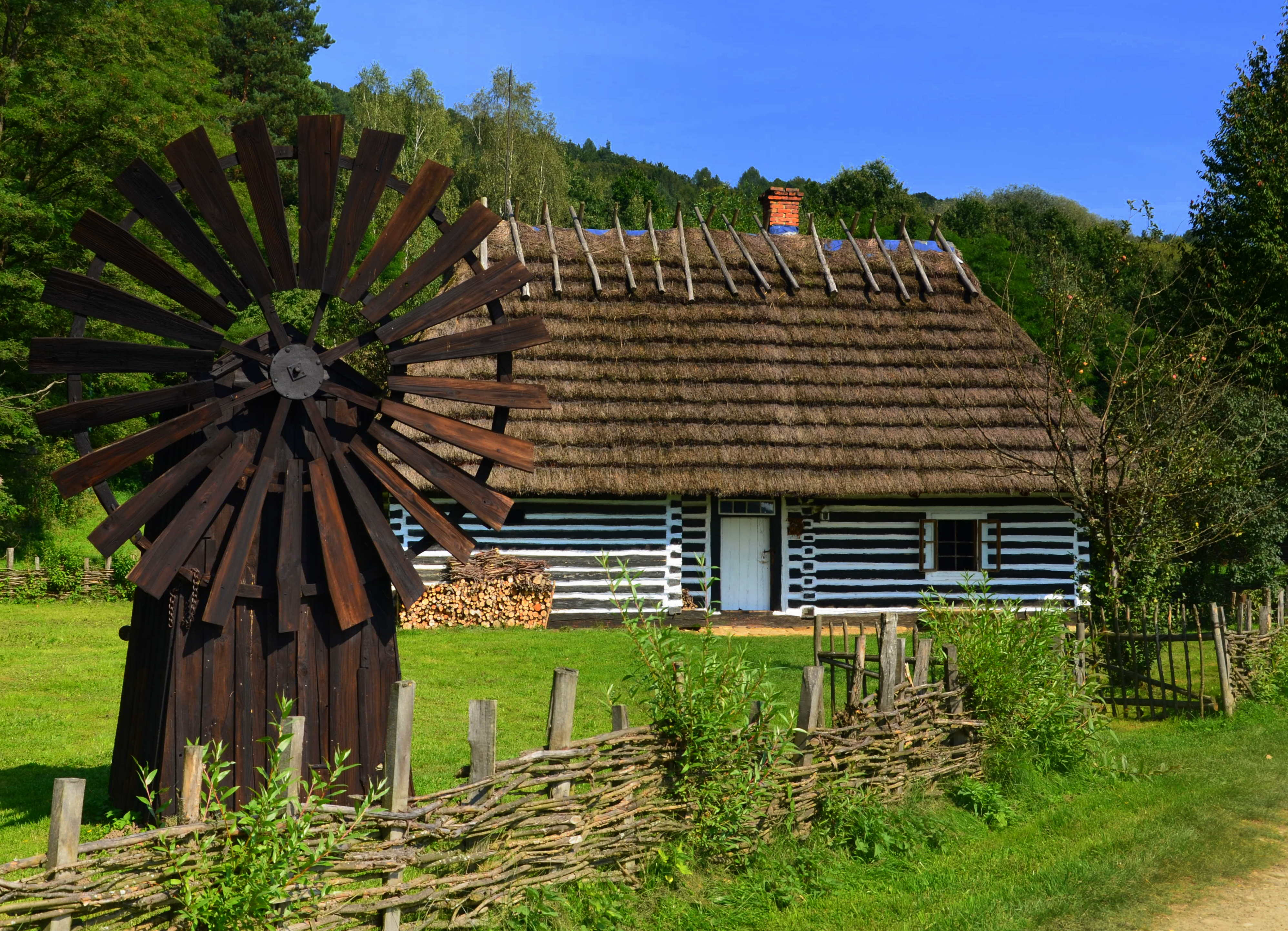
Dawna zabudowa Ustrobnej. Chałupa pogórzańska przeniesiona do skansenu w Sanoku

## Części wsi
| SIMC    | Nazwa      | Rodzaj    |
| ------- | ---------- | --------- |
| 0362418 | Dół        | część wsi |
| 0362424 | Gąsienice  | część wsi |
| 0362430 | Góra       | część wsi |
| 0362447 | Granice    | część wsi |
| 0362453 | Lewa Wieś  | część wsi |
| 0362460 | Pasze      | część wsi |
| 0362476 | Podlas     | część wsi |
| 0362482 | Prawa Wieś | część wsi |
| 0362499 | Stawiska   | część wsi |

## Zabytki
Kościół parafialny pw. św. Jana Kantego - jest to budowla w stylu neogotyckim, murowana z cegły, pochodząca z 1877 roku. Wybudowana według projektu Teofila Żebrawskiego. W ołtarzu głównym znajduje się rzeźbiona grupa Pasji z przełomu XIX i XX wieku, między innymi krucyfiks wykonany w Monachium, rzeźba Matki Boskiej i św. Jana Ewangelisty wykonane przez krakowskiego rzeźbiarza Franciszka Wyspiańskiego. W ciągu ostatnich lat miało miejsce kilka dużych prac renowacyjnych w tym głównego ołtarza.
Zabytkowy dwór - pochodzący z pierwszej połowy XIX wieku, został wyremontowany przez mieszkańców Ustrobnej. Obecnie mieści się w nim Dom Ludowy i Ośrodek Rehabilitacyjny.
Krajobrazowy park podworski - został założony w 1 połowie XIX wieku, z pięknymi skupiskami dębów, klonów oraz ze stawem z wyspą. Staw  w wyniku przerwania tamy spowodowanej obfitymi opadami deszczu pozbawiony był wody i pokryty zaroślami. Jezioro zostało zrewitalizowane w 2020 r. i wypełnione wodą.

## Urodzeni w Ustrobnej
- Adam Brański (1952) - profesor nauk technicznych, wykładowca Politechniki Rzeszowskiej im. Ignacego Łukasiewicza oraz kierownik tamtejszej Pracowni Akustyki Wydziału Elektrotechniki i Informatyki[7].
- Marian Kosiba (1907-1940) - lekarz chirurg, oficer Wojska Polskiego, ofiara zbrodni katyńskiej.
- Stanisław Rybicki (1927-2019) -  polski malarz samouk, przedstawiciel sztuki naiwnej.
- Bł. Stanisław Kostka Starowieyski (1895-1941) - uczestnik wojny polsko-ukraińskiej i polsko-bolszewickiej 1918-1920, kawaler Orderu Virtuti Militari, działacz kościelny, społeczny i charytatywny, szambelan papieski, więzień i ofiara obozu koncentracyjnego w Dachau, błogosławiony Kościoła katolickiego.
- Ignacy Stefański (ok. 1846 - po 1869) – powstaniec styczniowy 1863, uczestnik bitwy pod Jurkowicami, walczący w oddziale pułkownika Dionizego Czachowskiego, zesłaniec syberyjski[8].
- Stanisław Witkoś (1902-1982) - regionalista, kolekcjoner, etnograf-samouk.